# Bathyclarias worthingtoni
Bathyclarias worthingtoni är en fiskart som beskrevs av Jackson, 1959. Bathyclarias worthingtoni ingår i släktet Bathyclarias och familjen Clariidae. IUCN kategoriserar arten globalt som livskraftig. Inga underarter finns listade.